# NGC 2918
NGC 2918 este o galaxie eliptică situată în constelația Leul. A fost descoperită în 13 martie 1785 de către William Herschel. Se află la o distanță de 97,7 de megaparseci de Pământ.